# José Roberto Figueroa
José Roberto Figueroa   (Olanchito, 15 de desembre de 1959 - San Francisco, 24 de maig de 2020), conegut com el Macho Figueroa, fou un futbolista hondureny.
Va defensar els colors dels clubs Motagua i Vida a Hondures, així com del Reial Múrcia CF i de l'Hèrcules CF d'Alacant. També fou internacional amb la selecció d'Hondures, amb la qual disputà la Copa del Món de 1982.